# Ich Du Inklusion
Ich. Du. Inklusion. ist der Name eines Dokumentarfilms von Thomas Binn. Er wurde in der Gemeinde Uedem im Landkreis Kleve am Niederrhein gedreht und am 4. Mai 2017 erstmals in 60 deutschen Kinos gezeigt. Im Fernsehen wurde der Film erstmals am 10. Februar 2018 vom Sender Phoenix gezeigt. Hauptschauplatz ist die Geschwister-Devries-Schule, eine katholische Bekenntnisschule. Die Grundschule ist dreizügig und steht in Größe und Ausrichtung stellvertretend für viele andere Grundschulen im Bundesgebiet, wenn auch viele im Film gezeigten Sachverhalte Spezifika des nordrhein-westfälischen Schulsystems darstellen.
Der Film wird von Mindjazz Pictures promotet. Ursprünglich wollte Binn ihn einem Fernsehsender anbieten. Kurz bevor er resignierte, fand er mit Mindjazz Pictures einen Partner, der ihn beim Vertrieb des Films unterstützte. Viele Kinos haben den Film im Verlauf des Jahres 2017 gezeigt.

## Handlung des Films
Der 90-minütige Dokumentarfilm Ich. Du. Inklusion. begleitet ab ihrer Einschulung zu Beginn des Schuljahres 2014/2015 zweieinhalb Jahre lang eine Grundschulklasse an der Geschwister-Devries-Schule in Uedem. In dieser Klasse gibt es Kinder mit und ohne Unterstützungsbedarf, wobei die Antwort auf die Frage nicht bei allen Kindern von Anfang an feststeht, ob sie einen Förderbedarf haben, und wenn ja, welchen. Fünf Schüler werden auch außerhalb des Unterrichts gezeigt. Die Schüler gehören zum ersten offiziellen Inklusionsjahrgang in Nordrhein-Westfalen, d. h. dem ersten Jahrgang, in dem alle Kinder die Chance erhalten, eine Regelschule zu besuchen.
Der Film präsentiert Kinder mit Konzentrationsproblemen, Lernschwächen oder einem Aufmerksamkeitsdefizit, deren Probleme die eingesetzten Pädagogen, aber auch ergänzend eingesetzte nicht-professionelle „Integrationshelfer“ nur bedingt in den Griff bekommen, obwohl die Schule bis zum Schuljahr 2013/2014 als Projektschule für gemeinsamen Unterricht 15 Jahre lang gute Erfolge erzielt hat.
Besonders intensiv wird der Werdegang von Matthis geschildert, dessen Mutter zugleich Vorsitzende der Klassenpflegschaft ist (so werden in Nordrhein-Westfalen Klassenelternratsvorsitzende genannt). Matthis hat erst spät sprechen gelernt und ist deshalb in logopädischer Behandlung, und zwar auch deshalb, damit alle in seiner Umgebung besser akustisch verstehen können, was er sagen will. Als kurz vor seinem sechsten Geburtstag eingeschultes Kind ist er einer der jüngsten in seiner Klasse. Seine Mutter hat sich vor der Einschulung dafür entschieden, dass er zielgleich unterrichtet werden soll. Zu diesem Zeitpunkt hoffte Matthis' Mutter, ihr Sohn werde seinen Entwicklungsrückstand durch den inklusiven Unterricht relativ schnell abbauen können. Tatsächlich stellt sich heraus, dass er nicht nur Sprachförderung benötigt. Eine andere offizielle Einstufung als die eines Schülers zu erreichen, der nur in der Sprachentwicklung gefördert werden muss, erweist sich in der Praxis jedoch als schwierig. Folglich erhält die Schule keine zusätzlichen Lehrerstunden für die umfassende Förderung von Matthis und anderen Kindern, bei denen sich ein (zusätzlicher) Förderbedarf erst relativ spät als notwendig erweist.
Eine Schlüsselszene ist Matthis' Versuch, zusammen mit seiner Mutter zu Hause die in Zahlen angegebene Uhrzeit in die Abbildung des Ziffernblattes einer analogen Uhr einzutragen. Das kann er auch mit Hilfe nicht, obwohl es angeblich „alle anderen in der Klasse“ können. Die durchaus als liebevoll erscheinende Mutter besteht darauf, dass Matthis sich anstrengen müsse, weil man mit einer analogen Uhr umgehen können müsse. Sie selbst würde, das sagt sie Matthis, angeblich ohne einen Blick auf eine Analoguhr „zu spät zur Bauernversammlung kommen“ (hauptberuflich ist sie Ergotherapeutin, die Familie bewirtschaftet aber einen Bauernhof).
Auch die Arbeit der Klassenlehrerin und einer Förderschullehrerin werden im Film vorgestellt. Beide scheitern, ebenso wie die als kooperativ gezeigten Eltern der Kinder der Klasse, immer wieder an unzureichenden Rahmenbedingungen. Dass in den meisten Unterrichtsstunden die Klassenlehrerin (abgesehen von dem Filmteam) die einzige Erwachsene in ihrer Klasse ist, erzeugt in dem Zuschauer den Eindruck, dass in Uedem eine unakzeptable Form der „Inklusion“ praktiziert werde. Kritisiert wird von den interviewten Erwachsenen, dass die Klassenlehrerin durch zu wenig und nicht ausreichend qualifiziertes Personal entlastet werde, dass es generell von allem, was benötigt werde, zu wenig gebe und dass die Behörden zu langsam und zu bürokratisch arbeiteten.
Die Rahmenhandlung des Films besteht in der Aufführung eines Theaterstücks durch die Schüler der Klasse, einer Fabel, durch die der Zuschauer lernen soll, dass jeder „anders“ sei und Tätigkeiten gar nicht oder nur schwer ausführen könne, die anderen leichtfielen. Dabei handelt es sich um eine Bearbeitung des Stückes Ich bin anders du auch von Daniel Kallauch.

## Person des Drehbuchautors und Regisseurs
Thomas Binn begann sein Berufsleben als Kachel- und Luftheizungsbauer. 2004 schloss er sein Studium in den Niederlanden als Diplom-Sozialpädagoge (Schwerpunkt Audiovisuelle Medien) ab. Seit 2003 war er als freier Autor, Filmemacher und Fotograf tätig. Binn engagierte sich seit längerer Zeit immer wieder als „freier Pädagoge“ in Projekten an Grundschulen.
Nach seiner eigenen Einschätzung hätte Binn nicht die Erlaubnis zur Anfertigung einer Langzeitdokumentation in der Uedemer Grundschule erhalten, wenn er nicht zuvor eng mit dem Schulleiter in einem Jungenprojekt an der Schule kooperiert hätte.

## Absicht des Films
Die Absicht der Filmmacher besteht darin, mit ihrer Langzeitdokumentation „auch denen einen Einblick gewähren, die sonst nur von außen auf das Thema Inklusion schauen[,] und den Diskurs für eine breitere Öffentlichkeit zugänglich machen. [Sie] möchten Kindern und Lehrer*innen Gehör verschaffen und mit einer öffentlicheren Debatte auch die Politik zum Gespräch einladen. Vor allem angesichts der bevorstehenden [Landtagswahlen und der Bundestagswahl] erwarten [sie] die Bereitschaft zum Austausch, zu klaren Angeboten und produktiven Vorschlägen.
[Die Filmmacher] möchten, dass die Diskussion darüber, wie eine gute Inklusion in der Schule gelingen kann, nicht weiter im gesellschaftlichen Abseits stattfindet.“
Thomas Binn stellt gemeinsam mit den Eltern des Kölner Vereins „mittendrin“ klar, dass der Film nicht bewirken solle, dass in der schulpolitischen Debatte die „berechtigte Forderung nach ausreichend Personal“ in eine Haltung kippe, Inklusion müsse gestoppt oder verlangsamt werden.
In einem Interview mit dem Internetportal „news4teachers.de“ erklärt Thomas Binn das Scheitern der Bemühungen um Inklusion in Uedem mit den Worten: „Die Inklusion scheitert hier, weil die Ressourcen fehlen, weil die Politik das Geld nicht ausgeben will. […] So wird die nachwachsende Generation kaputt gemacht – und eine eigentlich sehr gute Idee, die Inklusion, gleich mit.“

## Rezeption
Über den Film wurde u. a. von moviepilot.de, filmstarts.de, kino.de und cineplex.de informiert. Auch nordrhein-westfälische Tageszeitungen und Spiegel Online sowie berlin.de, das „offizielle Hauptstadtportal“, griffen in ihrer Berichterstattung den Film und sein Thema auf. Der „Verband Bildung und Erziehung (VBE)“, ein Kooperationspartner, bot im Vorfeld der Filmpremiere mehrere Diskussionsveranstaltungen über den Film an; „Vielfach krankt es an der fehlenden Vorstellung, was Inklusion für die Beteiligten bedeutet. Oft haben wir die Politik dafür angeklagt, Entscheidungen aus dem Elfenbeinturm zu treffen. Mit dem Film und anschließenden Diskussionsrunden bieten wir nun proaktiv die Möglichkeit an, sich über die Realität an deutschen Schulen zu informieren“, erklärte der VBE-Bundesvorsitzende, Udo Beckmann, im April 2017.
Die Rezensentin des Bremer Weserkuriers zeigt sich von dem Film „erschüttert“: „[D]er Film lässt den Zuschauer mit dem Gefühl zurück, dass das System noch bei Weitem nicht ausgereift ist.“
Nach einer vom „Thüringer Lehrerverband“ organisierten Vorpremiere des Films in Erfurt stellte der Verbandsvorsitzende fest, dass Binn die Problematik der Inklusionspraxis richtig erfasst habe. In Thüringen seien die Verhältnisse sogar noch schlimmer als in Nordrhein-Westfalen, indem Grundschullehrer fast immer allein „inklusiven“ Unterricht erteilen müssten.
Nach Ansicht der „Landesarbeitsgemeinschaft Baden-Württemberg Gemeinsam Leben Gemeinsam Lernen“ erkenne der Autor nicht den Kern des Problems, dass die Inklusion in der Praxis zu scheitern drohe: „[D]ie wenigen sonderpädagogischen Stunden erklären sich NICHT dadurch, wie der Direktor einmal sagt, dass immer mehr Schulen Inklusion machen müssen, sondern weil Nordrhein-Westfalen, wie auch die meisten anderen Bundesländer, unbedingt auch noch das parallele Sondersystem aufrecht erhalten will.“ Die Arbeitsgemeinschaft kritisiert ferner, dass die Erwachsenen, die im Film zu Wort kommen, überkritisch seien, da sich die Kinder „völlig normal“ verhielten (im Sinne der Lehre des aufgeführten Theaterstücks, demzufolge eben nicht das Verfügen über bestimmte Kompetenzen überbewertet werden sollte).
Bernd Ahrbeck, emeritierter Professor vom Institut für Rehabilitationswissenschaften an der Humboldt-Universität Berlin, legt andere Maßstäbe an, was die Beurteilung des Gelingens oder Misslingens inklusiven Unterrichts anbelangt: „Nach der Schule stellt das Leben an alle Menschen die gleichen Fragen: Kannst du lesen, schreiben, rechnen und kannst du dich adäquat benehmen? Die Relativierung pädagogischer Ziele im Sinne von Beliebigkeit und bunter Vielfalt steht häufig in einem krassen Widerspruch zu den Anforderungen des Erwachsenlebens. Schließlich soll die Schule Kinder auf das Erwachsenenleben vorbereiten.“